# Neraci Prisc
Neraci Prisc (en llatí Neratius Priscus) va ser un jurista romà del segle ii, que va viure sota Trajà i Hadrià.
Es diu que Trajà va tenir al cap fins i tot nomenar-lo successor seu en lloc d'Hadrià. Va tenir una gran reputació sota l'emperador Hadrià i va ser un dels seus consiliarii (consellers).
Neraci va ser cònsol però l'any és incert. les obres que va escriure Neraci Prisc van ser: cinc llibres de Regulae, tres de Responsa i set de Membranae, dels quals el Digest n'ha conservat trenta fragments. També consten referències d'un llibre d'Epístoles, un tractat anomenat Libri ex Plautio, sobre l'obra de Plauci el jurista, i el llibre titulat De Nuptiis. Juli Paule va escriure una obra titulada Ad Neratium en quatre llibres, dels quals n'hi ha fragments al Digest. Va escriure en un estil clar i condensat i va ser una autoritat pels juristes posteriors.
De fet, quan el Digest parla de Priscus, sense indicar Neratius, es refereix sempre a Javolè Prisc.